# Blumeninsel (Bucht von Kotor)
Die Blumeninsel (serbisch. Ostrvo Cvijeća), auch Miholjska Prevlaka (dt. die Prevlaka Michaels) oder die Insel des heiligen Erzengels Michael, ist eine Insel in der Bucht von Kotor in Montenegro. Sie ist eine von drei Inseln im Becken von Tivat, bekannt auch als Krtoljski-Archipel. Eine Meerenge von gerade 5 Metern Breite trennt die Insel von der Halbinsel Brdo. Etwa 100 Meter entfernt liegt die Insel Sveti Marko und weitere 100 Meter entfernt die Insel Gospa od Milosti.
Auf der Blumeninsel befand sich einst das orthodoxe Kloster des heiligen Erzengels Michael, daher rührt auch der ältere Name Miholjska Prevlaka. Das Kloster galt als eine Stiftung der Nemanjiden. Sicher ist, dass es um 1219 vom hl. Sava als Bistumssitz für die Zeta bestimmt wurde. Das Kloster wurde im 15. Jahrhundert von den Venezianern zerstört.
Heute befindet sich auf der Insel, unweit der Ruinen des Klosters, die um 1883 erbaute orthodoxe Kirche der heiligen Dreifaltigkeit (serbokroat. Sveta Trojica).